# Фокер T.III
Фокер T.III је хидроавион торпедо-бомбардер направљен у Холандији. Авион је први пут полетео 1923. године. То је био једномоторни, нискокрилац, троседи хидроавион мешовите конструкције. Уствари био је то већа верзија авиона Фокер T.II која је тестирана са различитим моторима, укључујући и Rolls-Royce Eagle.

## Пројектовање и развој
Фокеров други торпедо бомбардер био је увећана верзија Т.II од две године раније. Са нешто већим распоном крила и 30% тежим, имао је трочлану посаду уместо двoчлану и снажнији мотор. Његови пловци се могу заменити са класичним стајним трапом са точковима. Први пут је полетео у лето 1923. године.

## Технички опис
Труп авиона Фокер T.III је био правоугаоног попречног пресека. Носећа структура трупа авиона је била направљена као решеткаста заварена конструкција направљена од танкозидих челичних цеви високе чврстоће а облога трупа је била делимично од дуралуминијумског лима и импрегнираног платна (кљун авиона је био обложен лимом а труп и реп су били обложени импрегнираним платном). У трупу су се налазила три отворена кокпита у тандем распореду (један из другог) у првом је седео пилот, у другом навигатор радиооператер а у трећем бомбер-стражњи стрелац. Сви чланови посаде су имала изванредан преглед из својих кабина. Кокпит пилота и навигатора су имали заштитни ветробран а у трећем кокпиту је на обртном постољу био монтиран један митраљез, док се други митраљез налазио у поду трећег кокпита.
Уграђивано је неколико различитих мотора. Стандардни мотор је био водено хлађени  Napier Lion W-12 снаге 300 kW (450 KS). Алтернатива је била водом хлађени V-12 мотор Rolls-Royce Eagle IX снаге 270 kW  (360 KS).  Оба мпотора су имала пропелер са четири крака. Лимене капотаже мотора су биле веома сличне, споља су се разликовале само по броју и положају издувних цеви (3×4 код N. Lion, 2×6 код RR Eagle) и доњег излазног вратила код RR Eagle.
Крила су била конзолна самоносећа дрвене конструкције дебелог профила и правоугаоног облика. Имала су две рамењаче за које су били челичном конструкцијом везани пловци. Облога крила је била делом од дрвене лепенке а делом од импрегнираног платна. Елерони су били дрвене конструкције пресвучени импрегнираним платном и били су везани за другу рамењачу.
Репне површине су класичне и састоје се од вертикалног и два хоризонтална стабилизатора, кормила правца и висине. Сви елементи су имали конструкцију од челичних цеви а облогу од импрегнитаног платна. Хоризонтални стабилизатори су били везани за труп авиона а додатно косим упорницама, са доње стране били ослоњени на труп авиона а са горње стране су били затезачима причвршћени за вертикални стабилизатор и на тај начин додатно укрућени. Управљање покретним репним површинама (кормилима) обављано је уз помоћ челичних ужади (сајли).
У верзији класичан бомбардер оавај авион је имао фиксни стајни трап са предњим точковима и дрљачом на репу авиона. Торпедни бомбардер је уместо класичног фиксног стајног трапа са точковима имао два вишекоморна пловка са каскадом ради лакшег одвајања од водене површине при узлетању. Пловци су се налазили испод крила за чију су конструкцију били везани. Поред тога косим носачима су били везани за носећу конструкцију трупа авиона тако да је сваки пловак био независан један од другог. Оваква конструкција је омогућавала да доња страна трупа буде слободна за постављање и лансирање торпеда која су била окачена испод трупа авиона.
Авион T.III је био наоружан стрељачким наоружањем које су сачињавала 2 митраљез калибра 7,62 mm. Mитраљези су се налазили у задњем кокпиту (стражњи стрелац) један на обртном постољу а други у поду. Од бомбардерског наоружања авион је могао да понесе у трупу 400 kg бомби разних тежина или једно торпедо окачено споља испод трупа авиона.

## Верзије
Авион је вио направљен у пет истоветна примерка.

## Оперативно коришћење
Сви произведени авиони овог модела су били продати Португалији. Један је изгубљен у каналу између Енглеске и Француске током прелета из Амстердама за Лисабон 15. новембра 1924. године.  Остали су коришћени углавном за патролирање, извиђање и спашавање све до 1933. године.

## Земље које су користиле авион
- Португалија